# Horvát férfi vízilabda-bajnokság (első osztály)
A horvát férfi vízilabda-bajnokság (horvátul: Hrvatska vaterpolska prvenstva) a Horvát Vízilabda-szövetség által szervezett vízilabda-versenysorozat, mely 1991 óta évente kerül megrendezésre. 
Ezt megelőzően a jugoszláv bajnokságban szerepeltek a horvát csapatok. 
A bajnokságban nyolc csapat vesz részt. Jelenlegi címvédő a Jadran Split.

## Az eddigi bajnokságok
| Év      | Első            | Második         | Harmadik        |
| ------- | --------------- | --------------- | --------------- |
| 1992    | Mladost Zagreb  | Jadran Split    | Jug Dubrovnik   |
| 1992–93 | Mladost Zagreb  | Jadran Split    | Jug Dubrovnik   |
| 1993–94 | Mladost Zagreb  | Jadran Split    | Primorje Rijeka |
| 1994–95 | Mladost Zagreb  | Jug Dubrovnik   | POŠK Split      |
| 1995–96 | Mladost Zagreb  | Jug Dubrovnik   | Primorje Rijeka |
| 1996–97 | Mladost Zagreb  | Jadran Split    | Jug Dubrovnik   |
| 1997–98 | POŠK Split      | Mladost Zagreb  | Jadran Split    |
| 1998–99 | Mladost Zagreb  | Jug Dubrovnik   | POŠK Split      |
| 1999–00 | Jug Dubrovnik   | POŠK Split      | Mladost Zagreb  |
| 2000–01 | Jug Dubrovnik   | Mladost Zagreb  | POŠK Split      |
| 2001–02 | Mladost Zagreb  | Jug Dubrovnik   | Mornar Split    |
| 2002–03 | Mladost Zagreb  | Jug Dubrovnik   | Primorje Rijeka |
| 2003–04 | Jug Dubrovnik   | Primorje Rijeka | Mladost Zagreb  |
| 2004–05 | Jug Dubrovnik   | Mladost Zagreb  | Jadran Split    |
| 2005–06 | Jug Dubrovnik   | Mladost Zagreb  | Mornar Split    |
| 2006–07 | Jug Dubrovnik   | Mladost Zagreb  | VK Šibenik      |
| 2007–08 | Mladost Zagreb  | Jug Dubrovnik   | VK Šibenik      |
| 2008–09 | Jug Dubrovnik   | Mladost Zagreb  | VK Šibenik      |
| 2009–10 | Jug Dubrovnik   | Mladost Zagreb  | Primorje Rijeka |
| 2010–11 | Jug Dubrovnik   | Primorje Rijeka | Mladost Zagreb  |
| 2011–12 | Jug Dubrovnik   | Primorje Rijeka | Mladost Zagreb  |
| 2012–13 | Jug Dubrovnik   | Primorje Rijeka | Mladost Zagreb  |
| 2013–14 | Primorje Rijeka | Mladost Zagreb  | Jug Dubrovnik   |
| 2014–15 | Primorje Rijeka | Jug Dubrovnik   | Mladost Zagreb  |
| 2015–16 | Jug Dubrovnik   | Primorje Rijeka | Mornar Split    |
| 2016–17 | Jug Dubrovnik   | Mladost Zagreb  | Mornar Split    |
| 2017–18 | Jug Dubrovnik   | Mladost Zagreb  | Jadran Split    |
| 2018–19 | Jug Dubrovnik   | Mladost Zagreb  | Jadran Split    |
| 2019–20 | Jug Dubrovnik   | Mladost Zagreb  | Jadran Split    |
| 2020–21 | Mladost Zagreb  | Jug Dubrovnik   | Jadran Split    |
| 2021–22 | Jug Dubrovnik   | Jadran Split    | Mladost Zagreb  |
| 2022–23 | Jadran Split    | Jug Dubrovnik   | Primorje Rijeka |
| 2023–24 | Jadran Split    | Jug Dubrovnik   | Primorje Rijeka |
| 2024–25 | Jadran Split    | Mladost Zagreb  | Jug Dubrovnik   |

### Bajnoki címek megoszlás szerint
| Csapat          | Címek | Címek                                                                                                |
| --------------- | ----- | --- |
| Jug Dubrovnik   | 17    | 2000, 2001, 2004, 2005, 2006, 2007, 2009, 2010, 2011, 2012, 2013, 2016, 2017, 2018, 2019, 2020, 2022 |
| Mladost Zagreb  | 11    | 1992, 1993, 1994, 1995, 1996, 1997, 1999, 2002, 2003, 2008, 2021                                     |
| Jadran Split    | 3     | 2023, 2024, 2025                                                                                     |
| Primorje Rijeka | 2     | 2014, 2015                                                                                           |
| POŠK Split      | 1     | 1998                                                                                                 |